# Skovbrandbæger
Skovbrandbæger (Senecio sylvaticus), ofte skrevet skov-brandbæger, er en enårig plante i kurvblomst-familien. Den ligner alm. brandbæger, men blomsterkurvens tungeformede randkroner er stærkt tilbagerullede og stængelbladene er pilformet omfattende ved grunden. Desuden er kurvsvøbbladene mindre stærkt brandplettede. Skovbrandbæger er giftig.

## Udbredelse
Arten er hjemmehørende i Europa og Vestasien.
I Danmark findes skovbrandbæger hist og her på sandet agerjord, i skovrydninger og på strandvolde. Blomstringen sker i juli og august.